# Monona (Wisconsin)
Pour les articles homonymes, voir Monona.
Monona est une ville américaine située dans les comtés de Dane et de Rock dans l’État du Wisconsin.

## Traduction
- (en) Cet article est partiellement ou en totalité issu de l’article de Wikipédia en anglais intitulé « Monona, Wisconsin » (voir la liste des auteurs).